# Habsburg–Toscanai Lipót Szalvátor főherceg
Habsburg–Toscanai Lipót Szalvátor (ismert még mint Ausztriai Lipót Szalvátor főherceg, németül: Erzherzog Leopold Salvator von Österreich-Toskana; 1863. október 15. – 1931. szeptember 4.), a Habsburg–Toscanai-házból származó osztrák főherceg, toscanai címzetes herceg, Károly Szalvátor főherceg és Bourbon–Szicíliai Mária Immakuláta gyermeke, aki tüzértiszt, a Császári és Királyi Hadsereg vezérezredese, valamint a tüzérségi fegyvernem főfelügyelője az első világháborúban.

## Élete

### Származása, testvérei
Lipót Szalvátor főherceg az alsó-sziléziai Alt-Bunzlau kastélyban született (ma: Stará Boleslav, Csehország), 1863. október 15-én. Édesapja Habsburg–Toscanai Károly Szalvátor főherceg (1839–1892), Toszkána címzetes hercege, magyar és cseh királyi herceg, II. Lipót toszkánai nagyherceg (1797–1870) és az olasz Bourbon (Borbone) házból való Mária Antónia nápoly–szicíliai királyi hercegnő (1814–1898) fia volt.
Édesanyja a szintén Bourbon-házi Mária Immakuláta Klementina nápoly–szicíliai királyi hercegnő (1844–1899) volt, II. Ferdinánd nápoly–szicíliai király (1810–1859), és Mária Terézia Izabella osztrák főhercegnő (1816–1867) leánya. Tíz testvér közül Lipót Szalvátor született másodikként, ő volt a legidősebb fiú. Hatan érték meg a felnőttkort:
1. Mária Terézia Antonietta főhercegnő (1862–1933), aki Károly István főherceghez (1860–1933) ment feleségül.
2. Lipót Szalvátor főherceg (1863–1931) vezérezredes, tüzértábornok.
3. Ferenc Szalvátor főherceg (1866–1939), aki 1890-ben feleségül vette Mária Valéria főhercegnőt, I. Ferenc József és Erzsébet királyné legfiatalabb leányát.
4. Karolina Mária Immakuláta főhercegnő (1869–1945), aki Ágost Lipót Szász-Koburg-Gothai herceghez (1867–1922) ment feleségül.
5. Albert Szalvátor főherceg (1871–1896), fiatalon meghalt.
6. Mária Antonietta főhercegnő (1874–1891), fiatalon meghalt.
7. Mária Immakuláta Raineria főhercegnő (1878–1968), aki Róbert württembergi herceghez (1873–1947) ment feleségül.
8. Rainer Szalvátor főherceg (1880–1889), gyermekként meghalt.
9. Henrietta főhercegnő (1884–1886), kisgyermekként meghalt.
10. Ferdinánd Szalvátor főherceg (1888–1891), kisgyermekként meghalt.

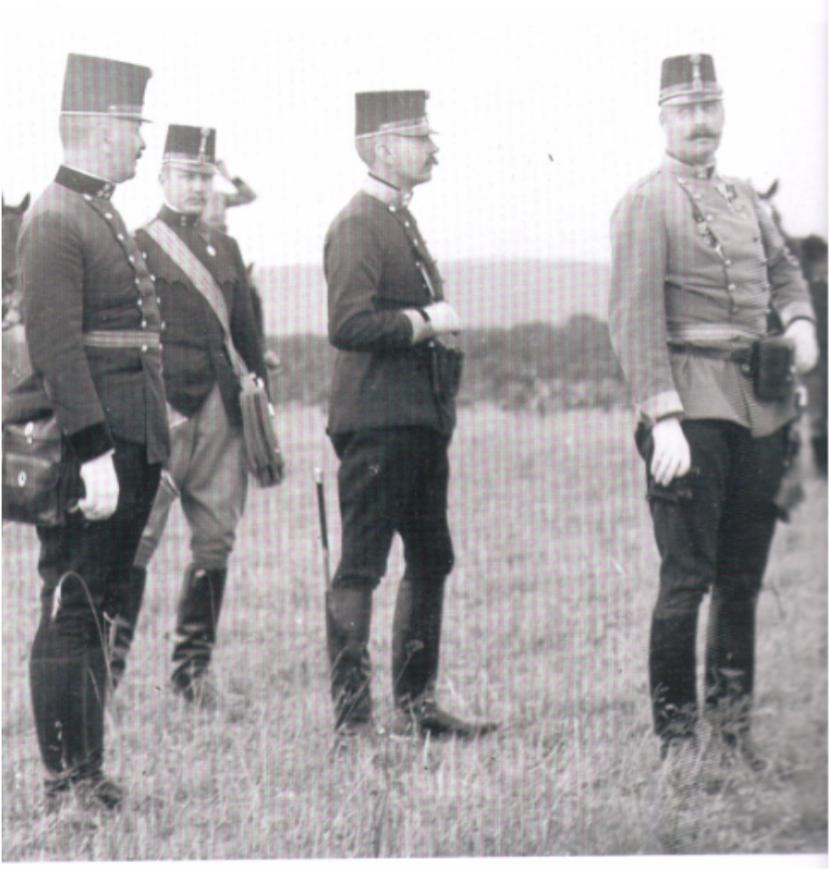
Lipót Szalvátor (jobbra), segédtisztjeivel

### Katonai pályafutása
Lipót Szalvátor főherceg – szolgálati lapja szerint – német és olasz anyanyelve mellett kiválóan beszélt franciául, és valamelyest tudott csehül, lengyelül és horvátul is. A legtöbb Habsburg főherceghez hasonlóan, őt is külön tanárok és nevelők oktatták, majd a Katonai Műszaki Főiskola (Technische Militärakademie) elvégzése után 1878. április 23-án lépett szolgálatba hadnagyként. 1882. május 1-jén főhadnaggyá léptették elő, és 2. tábori tüzérezredhez (FAR 2) helyezték. Elvégezte a bécsi vezérkari akadémiát (Kriegsschule). 1885-ben rövid ideig a 19. tábori tüzérhadosztálynál (FADiv 19) szolgált, majd 1885. október 24-én 1. osztályú századossá léptették elő, és a 3. hadtest tüzérezredéhez helyezték.
1887-ben átkerült az 1. gyalogezredhez (IR 1) csapatszolgálatra. 1889. október 26-án őrnaggyá lépették elő, és kinevezték a 22. tüzérosztály (Batteriedivision) parancsnokává. Itt 1891. április 26-án alezredesi rangot kapott. 1892. október 25-én ezredessé lépett elő, és csapatszolgálatra vezényelték a 24. gyalogezredhez, majd 1893-ban a 18. gyalogezredhez.
1894-ben kinevezték a 24. gyalogezred (IR 24) parancsnokává, majd még ugyanebben az évben a 13. hadtest-tüzér ezred (KAR 13) parancsnokává. 1896 márciusában kinevezték a 13. tüzérdandár (ArtBrig 13) parancsnokává, április 26-án vezérőrnaggyá léptették elő. 1898 októberében a 72. gyalogdandár (IBrig 72) parancsnoka lett. 1899. október 26-án altábornaggyá léptették elő, és kinevezték 36. gyaloghadosztály (ID 36), majd 1900 szeptemberétől a 25. gyaloghadosztály (ID 25) parancsnokává.
E tisztségében 1906 októberéig maradt, ekkor ideiglenesen rendelkezési állományba került. Kinevezték a königgrätzi 18. gyalogezred (IR 18) és a zágrábi 13. tábori taracktüzér-ezred (FHR 13) tulajdonosává, ezek 1918-ig az ő nevét viselték.

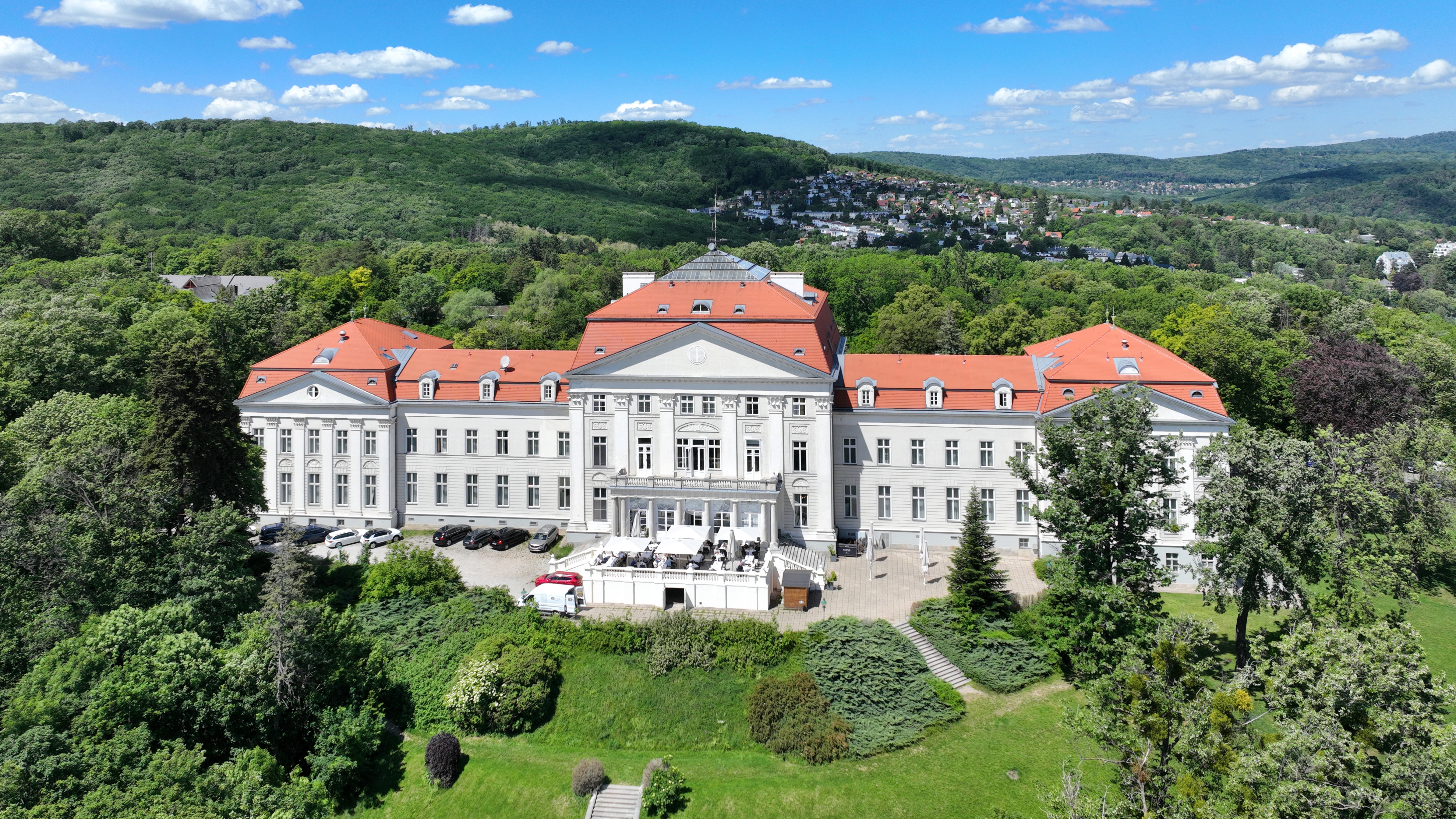
A bécsi Wilhelminenberg kastély

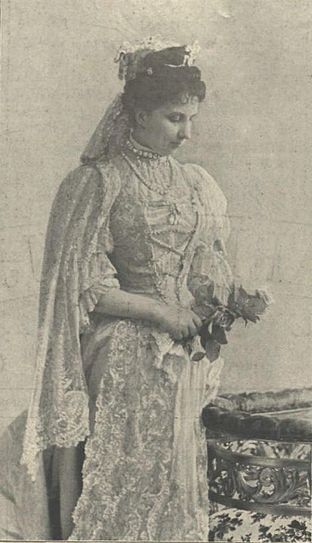
Felesége, Blanka magyar díszben

### Házassága, gyermekei
Lipót Szalvátor főherceg 1889. október 24-én az alsó-ausztriai Frohsdorf községben (ma Lanzenkirchen város része) feleségül vette a Bourbon-házból származó Blanka spanyol infánsnőt (Doña Blanca de Castilla de Borbón, infanta d'España 1868–1949), Carlos María de los Dolores de Borbón infánsnak, Madrid hercegének (1848–1909) és Margit Mária Terézia Henrietta Bourbon-parmai hercegnőnek (1847–1893) legidősebb leányát, III. Károly parmai herceg és Mária Terézia szárd királyi hercegnő unokáját. (Apósa, Carlos María infáns később VII. Károly néven a spanyol karlisták trónjelöltjeként szerepelt).
A házasságból 10 gyermek: 5 fiú és 5 leány született:
1. Maria de los Dolores Beatrix főhercegnő (1891–1974)
2. Maria Immaculata Karoline főhercegnő (1892–1971), aki 1932-ben Nobile Igino Neri-Serneri herceg felesége lett.
3. Margarita Raineria Maria főhercegnő (1894–1986), aki 1937-ben Francesco Maria Taliani de Marchio herceghez ment feleségül.
4. Rainer Karl Leopold főherceg (1895–1930), az Aranygyapjas rend lovagja (1916).
5. Leopold Maria Alphons főherceg (1897–1958), az Aranygyapjas rend lovagja (1916), aki két rangon aluli házasságot is kötött: előbb Dagmar Nicolić-Podrinska bárónővel, majd Alicia Gibson Coburnnel.
6. Maria Antonia Roberta főhercegnő (1899-1977), aki kétszer ment férjhez, előbb Don Ramón de Orlandis y Villalonga herceghez, majd Luis Perez Sucre-hez.
7. Anton Maria Franz főherceg (1901–1987), aki 1931–ben a Hohenzollern-Sigmaringen házból származó Ilona (Ileana) román királyi hercegnőt vette feleségül.
8. Assumpta Alice (Alix) Ferdinanda főhercegnő (1902–1993), aki 1939-ben Joseph Hopfinger felesége lett.
9. Franz Josef Karl főherceg (1905–1975), aki szintén két rangon aluli házasságot kötött, előbb Maria Aloisa Baumerrel, majd Maria Elena Seuniggal.
10. Karl (Carlos) Pius Maria főherceg (1909–1953), aki 1943-tól haláláig VIII. Károly néven a spanyol karlisták trónjelöltje volt. 1938–ban (rangon alul) Bálványosi Satzger Krisztina grófnőt (Satzger Géza gróf leányát) vette feleségül.

A frigy a spanyol királyi és osztrák császári monarchiák közötti klasszikus dinasztikus érdekházasság volt, de a XIX. században a nagyhatalmi politizálás már messze túlmutatott Spanyolországon, ezért a spanyol házasság Lipót Szalvátor főhercegnek jelentős nemzetközi tekintélyt kölcsönzött.
A főhercegi család bécsi lakóhelye a Toszkána Palota (Palais Toskana) volt, az Argentinierstrassén. A neoklasszikus palota 1870-ben épült, Lipót Szalvátor főhercegnek szánták. 1908-tól a család a Monarchia széthullásáig a bécs-ottakringi Wilhelminenberg Kastélyban (Schloss Wilhelminenberg) lakott, amelyet nagybátyja, Rainer (Ferdinánd) főherceg (1827–1913) altábornagy, az idősebb Rainer (József) főhercegnek, a Lombard–Velencei Királyság alkirályának fia, a Birodalmi Tanács (Reichsrat) elnöke építtetett még 1903-ban. Az ifjabb Rainer főherceg halála (1913) után vagyonát, így a Wilhelminenberg Kastélyt és az alsó-ausztriai Hernstein kastélyt is Lipót Szalvátor főherceg örökölte.

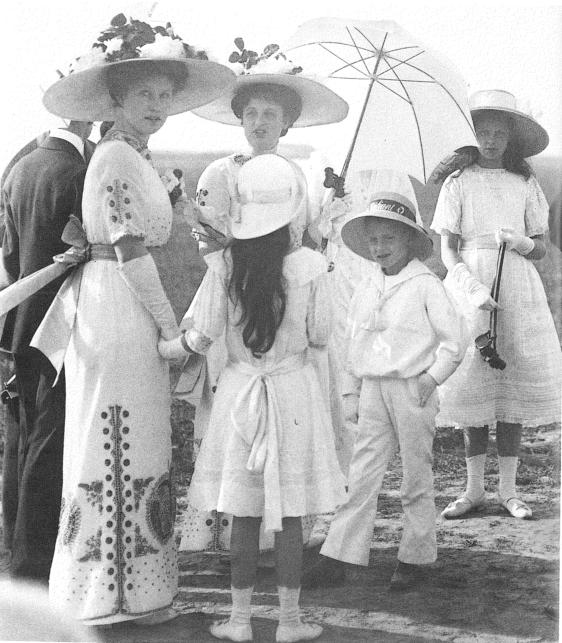
A főherceg családja egy asperni légibemutatón, 1900 körül

### Mérnök és katona
Az 1899-ben alapított bécsújhelyi Austro-Daimler járműgyár (Österreichische Daimler Motoren Gesellschaft), a német Daimler Művek gyorsan fejlődő leányvállalata, amelynek főrészvényese 1900-tól Emil Jellinek, főmérnöke Ferdinand Porsche volt új, önálló járműkonstrukció fejlesztésébe fogtak, hogy csökkentsék a német anyacégnek fizetett magas szabadalmi és jogdíjakat. 1905-ben Leopold Szalvátor főherceg, aki a hadsereg motorizációját támogatta, és minden iránt érdeklődött, ami a hadfelszerelés modernizációjával függött össze, bekapcsolódott a fejlesztésekbe. 1906-ban a főherceg számára egy új személyautót konstruáltak, az Austro-Daimler 28/32 HP-t, amelyet a Lipót Szalvátor maga vezetett. Kívánságára az automobilt felszerelték a korszak legmodernebb műszaki megoldásaival. (Az autóba épített 4-hengeres, 4503 cm³-es soros benzinmotor 35 BHP (kb. 26 kW) teljesítményt adott le 1250 percenkénti fordulatszámon).
A főhercegi jármű a gyár más termékeinek piaci sikerét jelentősen növelte. A gépészeti tehetséggel megáldott Lipót Szalvátor főherceg 1905-ben a Daimler gyárban maga is konstruált egy összkerékmeghajtású hajtóművet, katonai szállítójárművek számára (a „Daimler-Salvator”-t), valamint egy kardántengelyes tehergépkocsit, amit a pilseni Škoda Művek vett gyártásba.
1906. november 1-jén táborszernaggyá léptették elő, és 1907 áprilisától kinevezték a Cs. és Kir. Tüzérségi Fegyvernem Főfelügyelőjévé (Generalinspektor der k.u.k. Artillerie), ezt a tisztséget töltötte be az első világháború folyamán. Műszaki tehetségét a haderő – elsősorban a tüzérség – gépesítésére, korszerűsítésére fordította. A műszaki kutatás-fejlesztésben elért eredményeiért tagja lett az Osztrák Császári Tudományos Akadémiának. A bécsi Műszaki Egyetem (TU Wien) díszdoktorává avatta, a Prágai Német Műszaki Egyetem is tiszteletbeli műszaki doktorrá fogadta.
Kapcsolata a motortervezőkkel, gép- és járműgyártókkal tartós maradt. Az Austro-Daimler gyár, amely 1910-től kezdve az Österreichische Motoren-Aktiengesellschaft nevet viselte, Lipót Szalvátor közbenjárásával jelentős megrendeléseket kapott a cs. és kir. haderőtől az első világháború előtt és alatt. A tüzérség főfelügyelője minden eszközzel szorgalmazta a korszerű tüzérség számára létfontosságú, összkerékmeghajtású vontatók, nagy teljesítményű tehergépkocsik és más szállítójárművek fejlesztését.
Szenvedélyesen érdeklődött a léghajózás és a repülőgépes aviatika iránt. Aktívan segítette az osztrák repülőgépgyártást és -fejlesztést. 1902. április 16-án kísérőjével, Franz Hinterstoisser századossal együtt személyesen vett részte egy léggömb-utazáson. A salzburgi városi gázgyár területéről szálltak fel. Több utazást tett hőlégballonon és gázzal töltött ballonon is. 1903 októberében a Párizs melletti à Saint-Cloud-ból szállt fel, a francia repülőklub (L’Aéro-club de France) szervezésében, gázzal töltött ballon kosarában sógorával, a világcsavargó Don Jaime de Borbón y Bourbon-Parma spanyol infánssal, Madrid és Anjou hercegével (Blanka infánsnő öccsével) együtt.
1909. szeptember 26-án az grazi őszi vásár alkalmával Franz Renner és fiai bemutatták az általuk konstruált kormányozható léghajót, a „Renners ESTARIC Lenkballon 1”-et, amit a közeli Unterpremstättenben építettek. (Franz Renner egyik fia, Alexander később az I. világháború sikeres vadászpilótája lett). Október 16-án a léghajót Bécsben is bemutatták Ferenc József császár, valamint Lipót Szalvátor, Jenő és az ifjabb Rainer főhercegek jelenlétében.
A főherceg figyelemmel kísérte Eduard Nittner főhadnagy 1912. május 3-án repülőútját, aki a hadsereg Etrich Taube gépével Bécsújhelyről a Semmering-hágón keresztül Grazba repült. Alpesi hágót Ausztriában ekkor repültek át első alkalommal. Az asperni repülőtársaság (Asperner Flugfeld-Gesellschaft) rendszeres légibemutatókat szervezett, ehhez Louis Blériot repülőiskolájának egyik növendékét, Adolphe Pégoud-t alkalmazták műrepülő pilótának. Az esemény rendszeres vendége volt a repülőgépek iránt rajongó Leopold Salvator főherceg is. 1912–14 között a bécsújhelyi és az asperni „repülőnapokon” részt vett a német „Sachsen” kormányozható léghajó is, amelyet a főherceg már a lehetséges haditechnikai alkalmazás szempontjából vizsgáltatott meg.
1916. május 20-án Lipót Szalvátort vezérezredessé léptették elő. Irányításával az osztrák–magyar tüzérséget a legkorszerűbb elvek alapján újjászervezte és jelentősen korszerűsítette. Erőfeszítéseit igazolta az a kiemelkedő teljesítmény, amit a cs. és kir. tüzérség egységei az első világháború hadműveletei során mutattak.
1918 márciusában rendelkezési állományba, majd december 1-jén nyugállományba helyezték. 

### A világháború után
1919 után az új osztrák köztársasági kormány kiutasította az országból a Habsburg–Lotaringiai család tagjait, birtokaikat és ingatlanvagyonukat elkobozta. Lipót Szalvátor családjával együtt előbb Olaszországba utazott (felesége rokonaihoz, a Viareggio melletti Tenuta Reale-ba). Később Barcelonába költöztek, itt telepedtek le. Lipót Szalvátor találmányai révén jelentős vagyonra tett szert. Felesége révén egész családját a spanyol királyi család tagjaival egyenlőként kezelték.
1930-ban gazdag emberként hazatért az Osztrák Köztársaságba. Az 1919-es Habsburg-törvény rendelkezései szerint ennek előfeltételeként örökre le kellett mondania címeiről és az osztrák trón iránti igényéről (Verzichtserklärung), és köteleznie kellett magát a politikai élettől való távolmaradásra.
Bécsben érte a halál, 1931. szeptember 4-én, 67 éves korában. Vagyonát, köztük a hernsteini kastélyt három túlélő fia, Antal, József és Carlos örökölte. (A kastély a második világháborúban megsérült, 1945-ben szovjet katonai parancsnokság költözött bele, 1955-ben az Erste Österreichische Spar-Casse, majd tőle 1962-ben az osztrák Kereskedelmi és Iparkamara (Wirtschaftskammer Österreich) vásárolta meg, majd teljesen felújította, és modern konferenciaközponttá alakította).
A bécsi Toszkána Palota a második világháborúban komolyabban megsérült, a leszármazottak eladták. Az új tulajdonos lebontotta az épületet, sokáig üresen állt, az Osztrák Televízió (ORF) használta autóparkolóként. A 20. század legvégén jellegtelen modern irodaházat építettek a helyére, amely ma is látható (Argentinierstrasse 29, Bécs IV. kerülete, Wieden).
Lipót Szalvátor főherceg szülővárosát, a csehországi Altbunzlaut (cseh nevén Stará Boleslav) 1960-ban összevonták Brandeis (cseh nevén Brandýs nad Labem) várossal, így létrehozták Brandýs nad Labem-Stará Boleslav városát, amely a szocialista Csehszlovákia, majd Csehország máig leghosszabb nevű településévé vált).
A főhercegi automobil, az Austro Daimler 28/32 HP a második világháború után a megszálló brit hadsereg közreműködésével egy angliai gyűjtőhöz „került”. 1996-ban Ferdinand Porsche egyik leszármazottja szerezte meg.